# Can Arat
Can Arat (Estambul, Turquía, 21 de enero de 1984) es un futbolista turco. Juega de defensa y su equipo actual es el Sariyer SK.

## Biografía
Can Arat, que actúa de defensa central, empezó su carrera futbolística en las categorías inferiores del Fenerbahçe. 
En 2002 se marcha en calidad de cedido al Beşiktaş, aunque con este equipo solo disputó un partido oficial. Después el club decide cederlo de nuevo. De esta manera Can Arat juega en el Karşıyaka Spor Kulübü y posteriormente en el Sivasspor, con el que consiguió el ascenso a la Superliga en 2005.
Ese mismo año regresa al Fenerbahçe, pero esta vez pasando a formar parte de la primera plantilla. Con este equipo conquista el título de Liga en la temporada 2006-07.

## Selección nacional
Ha sido internacional con la Selección de fútbol de Turquía en 11 ocasiones. Su debut con la camiseta nacional se produjo el 12 de abril de 2006 en un partido contra Azerbaiyán.
Con su selección consiguió la medalla de plata en los Juegos Mediterráneos de 2005.

## Clubes
| Club                      | País    | Año       |
| ------------------------- | ------- | --------- |
| Beşiktaş Jimnastik Kulübü | Turquía | 2002-2003 |
| Karşıyaka Spor Kulübü     | Turquía | 2003-2004 |
| Sivasspor                 | Turquía | 2004-2005 |
| Fenerbahçe Spor Kulübü    | Turquía | 2008-2009 |
| İstanbul Başakşehir FK    | Turquía | 2009-2015 |
| Antalyaspor               | Turquía | 2015-2017 |
| Sariyer SK                | Turquía | 2017-     |

## Títulos
- 1 Superliga de Turquía (Fenerbahçe, 2007)
- 1 Supercopa de Turquía (Fenerbahçe, 2007)
- medalla de plata en los Juegos Mediterráneos de 2005